# 梅赫里茲
梅赫里茲是伊朗的城市，位於該國中部，由亞茲德省負責管轄，處於首府亞茲德以南，始建於6世紀，海拔高度1,474米，市內的城堡建於十八世紀左右，2006年人口26,364。